# Parker i kanadensiska Klippiga bergen
Parker i kanadensiska Klippiga bergen är ett världsarv i Kanada bestående av
- Banffs nationalpark,
- Jaspers nationalpark,
- Kootenay nationalpark,
- Yoho nationalpark,
- Hamber provinspark,
- Mount Assiniboine provinspark,
- Mount Robson provinspark och
- Burgess Shale.

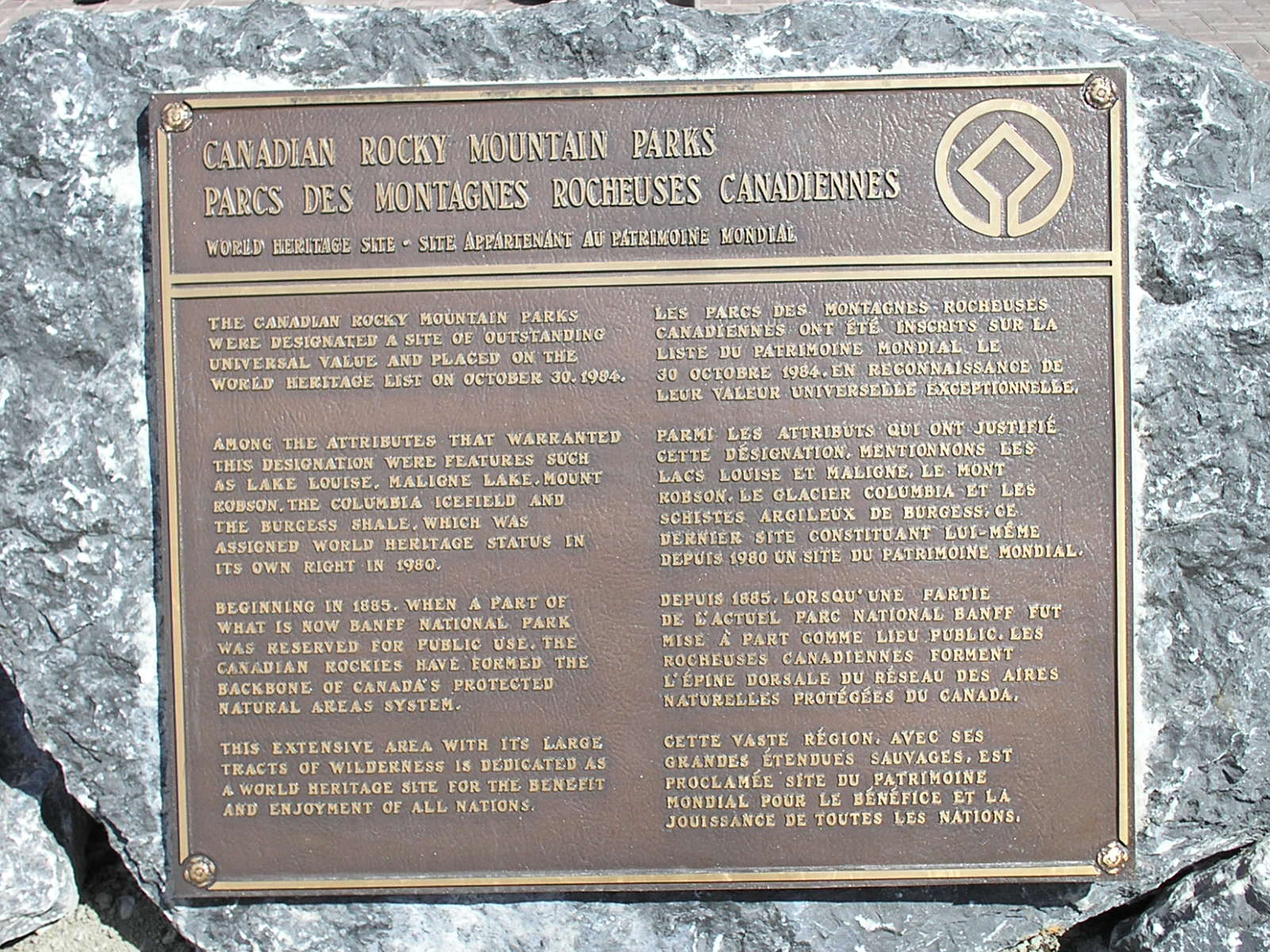
Minnestavla

De upptogs på Unescos världsarvslista 1984.
Hela området täcker en yta av drygt 23 000 km².

## Problem i området
Det kanadensiska Rocky Mountain Parks världsarv har betydande problem. Glaciärerna minskar dramatiskt. Detta kommer att ha en betydande inverkan på de hydrologiska systemen, särskilt floderna. En viktig däggdjursart, bergsren, har försvunnit från stora delar av området och minskar även i andra delar. Den snabbt ökande turismen,  och infrastruktur för den, påverkar de viktigaste dalarna i området.